# Strada provinciale 80 Cardinala
La strada provinciale 80 Cardinala è una strada provinciale italiana della città metropolitana di Bologna.

## Percorso
Comincia a Spazzate Sassatelli (comune di Imola) all'intersezione fra la SP 50 e la ravennate SP 107 Gagliazzona. Procede in direzione nord, lungo il confine fra la città metropolitana di Bologna e la provincia di Ravenna, ed incontra la località Case Cardinala. Si interrompe al confine con la provincia di Ferrara, dove continua con la medesima denominazione: SP 38 Via Cardinala.